# Лессі Браун
Ле́ссі Бра́ун (англ. Lessie Brown; 22 вересня 1904, Стокбридж, Джорджія, США — 8 січня 2019) — американська супердовгожителька, вік якої було підтверджено Групою геронтологічних досліджень (GRG). З 9 травня 2018 року (після смерті Делфін Ґібсон) була найстарішою живою повністю верифікованою людиною в США, а також останньою американкою, яка народилась в 1904 році. Прожила 114 років і 108 днів.

## Життєпис
Лессі Браун народилась 22 вересня 1904 року в Стокбриджі, Джорджія, США. Все дитинство вона провела на фермі. В 1921 році її батьки переїхали в Клівленд, Огайо. В 1925 році Браун вступила в шлюб, в якому народила трьох доньок і двох синів. Браун овдовіла в 1991 році. Троє з її дітей були живі на момент її 110-річчя: Веєрлайн Вілсон, Вівіан Гатчерн і Роберт Браун. Також вона мала 29 онуків, 34 правнуків і 24 праправнуків.
Під час проживання в Клівленді Браун працювала в готелі та лікарні. Після смерті чоловіка Браун переїхала жити до дочки Веєрлайн в Юніверсіті Гайтз, округ Каягоґа, Огайо. В 1996 році вони переїхали до Клівленд Гайтз в тому ж окрузі.
Браун говорила, що двічі в житті лежала на операційному столі, але операції не були серйозними. Вона відвідувала богослужіння в Баптистській Церкві Еммануїла.

## Рекорди довголіття
- 22 вересня 2017 року відсвяткувала 113-річчя.
- 9 травня 2018 року стала найстарішою повністю верифікованою жителькою США.
- 11 травня 2018 року увійшла до десятки найстаріших нині живих людей планети.